# Aucula otasa
Aucula otasa là một loài bướm đêm trong họ Noctuidae.